# Ameles picteti
Ameles picteti — один з видів богомолів середземноморського та передньоазійського роду Ameles. Поширений у західному Середземномор'ї: на Піренейському півострові й у Алжирі.

## Опис
Тіло невелике, забарвлення від жовтуватого до зеленого кольору, довжина тіла самця близько 2,4-2,8 см, самиці 2,6-2,9 см. Голова більш трикутної форми, ніж у інших видів роду, особливо в самиць
Вид зовнішньо подібний до Ameles heldreichi та Ameles decolor, але дрібніший, очі більш конічні, також має відмінності в будові геніталій самця. Від Ameles assoi відрізняється більш кулястими очима.

## Ареал
Поширений в Португалії, Іспанії, Італії, Алжирі. Утім, на думку низки дослідників, його вказівки з Сицилії є помилковими.